# Blomstermåla
Blomstermåla is een plaats in de gemeente Mönsterås in het landschap Småland en de provincie Kalmar län in Zweden. De plaats heeft 1599 inwoners (2007) en een oppervlakte van 254 hectare.
Het dorp heeft enige winkels, een kleuterschool, buitenschoolse opvang, bibliotheek en een industriemuseum met als specialisatie vuilniswagens.

## Verkeer en vervoer
Bij de plaats loopt de Riksväg 34.
Het dorp heeft een industrieel karakter, mede veroorzaakt door de ligging aan de rivier Alsterån en de spoorlijn Kalmar - Linköping. Hier ligt ook het enige station van de gemeente Mönsterås. Vanuit Blomstermåla gaat er ook een goederenspoor naar Mönsterås: de spoorlijn Blomstermåla - Mönsterås.

## Geboren
- Carl Johansson (1998), voetballer